# 남 이 넬

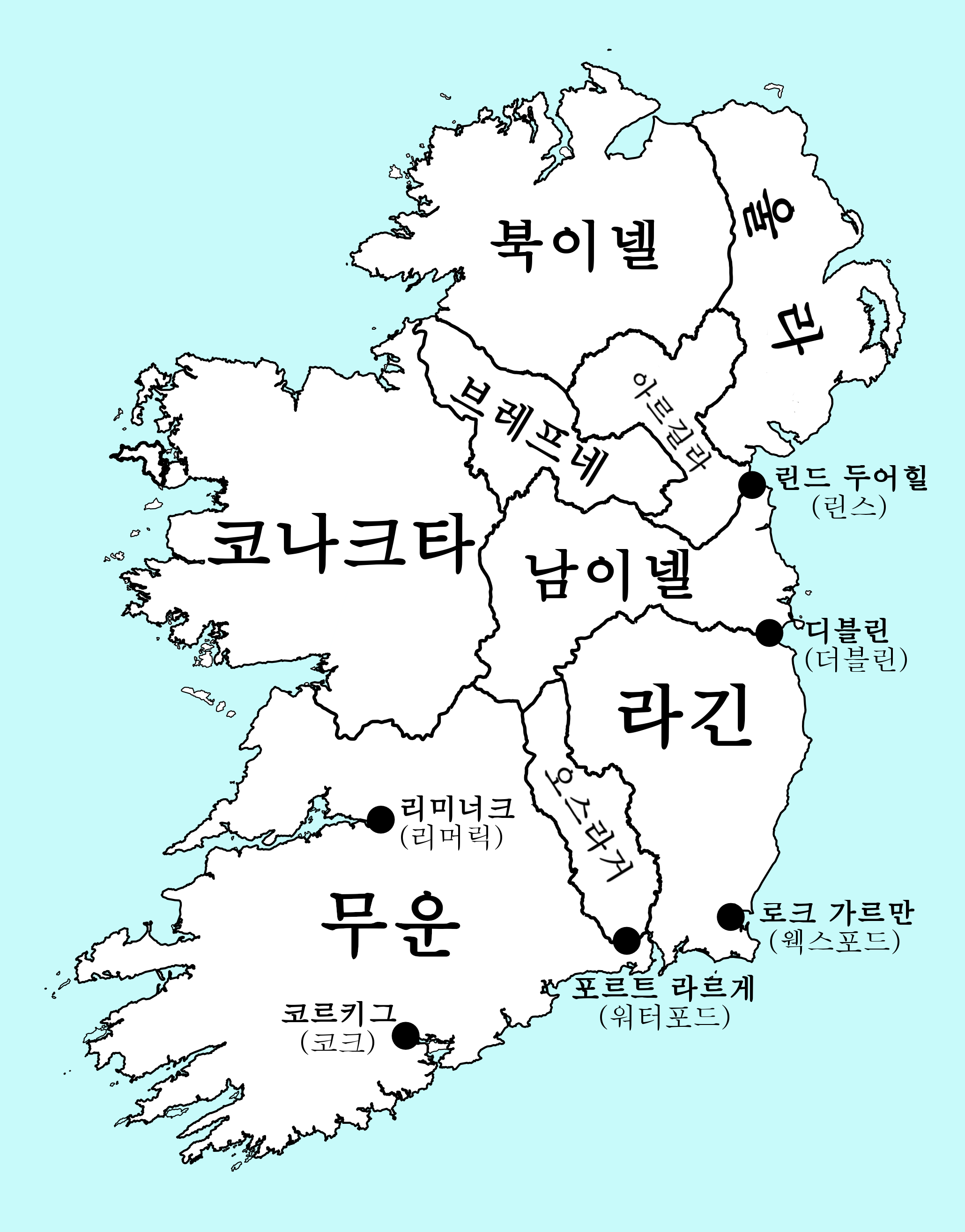
기원후 900년경 아일랜드의 연맹왕국들.

남 이 넬(아일랜드어: Uí Néill Deisceart)은 미데 왕국 및 그 주변 나라를 침공해 정착한 이 넬 왕조의 지류이다.
니얼 노이기얼러흐의 아들들 중 로가러와 케르프러가 처음으로 남쪽으로 내려왔고 그들의 후손들이 확장을 시작했다. 그러다 549년에 투할 말가르브가 살해된 뒤 니얼 노이기얼러흐의 또다른 아들 코날 크렘하너의 후손들이 뒤이어 이 넬 왕조의 팽창을 계속했다. 루가드 막 로가리나 투할 말가르브의 자식들은 기록되어 있지 않다.
북 이 넬의 동족들이 두 씨족으로 나뉜 것처럼 남 이 넬도 디어르마트 막 케르발, 콜만 마르의 후손들과 아드 슬라너의 후손들로 나뉘었다. 전자의 후예들이 미데 왕국의 왕위를 차지한 콜만 씨족이라고 하고, 후자의 후예들이 브레가 왕위를 차지한 실 나도 슬라너라고 한다.